# Françis Edling

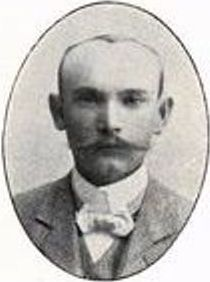
Françis Edling.

Françis Ernst Fredrik Edling, född 14 september 1871 i Hässlunda församling, Malmöhus län, död 5 januari 1943 i Söderhamn, var en svensk apotekare. 
Edling blev elev på apoteket Lejonet i Uppsala 1888 samt avlade farmacie kandidatexamen 1892 och apotekarexamen 1895. Han var anställd på apoteket i Nora 1895–1897 och på apoteket i Filipstad 1897–1898 och blev föreståndare för apoteket i Töreboda 1898, apoteket i Åmål 1900, apoteket i Vimmerby från 1906, apoteket i Årjäng 1921 och var slutligen föreståndare för apoteket i Söderhamn 1930–1940 som efterträdare till John Svenson.